# José Raúl Vera López
José Raúl Vera López, (Acámbaro, 21 juni 1945) is een Mexicaans frater uit de Orde van Dominicanen en sinds 2000 bisschop van het bisdom Saltillo. Hij werd internationaal vooral bekend voor zijn strijd voor mensenrechten en sociale rechtvaardigheid.

## Biografie
Vera López begon in 1968 met zijn godsdienstige opleiding in het noviciaat van de Orde van de Predikheren, beter bekend als de Dominicanen, in het Centraal-Mexicaanse León. Vervolgens ging hij voor studie filosofie naar Mexico-Stad en daarna voor studie theologie naar Bologna in Italië. Hij slaagde uiteindelijk cum laude voor zijn licentiaat en werd op 29 juni 1975 ingewijd tot priester door Paus Johannes Paulus II. Hij bekleedde verschillende geestelijke functies, tot hij op 20 november 1987 tot bisschop werd benoemd van Ciudad Altamirano, op 14 augustus 1995 tot coadjutor van San Cristóbal de las Casas en op 30 december 1999 tot bisschop van Saltillo.
Naast zijn geestelijke carrière is Vera López een uitgesproken voorvechter van mensenrechten en sociale rechtvaardigheid. Met gevaar voor zijn eigen veiligheid heeft hij zich uitgesproken tegen machtsmisbruik, corruptie, wetteloosheid en schendingen van de mensenrechten. Verder verzet hij zich ertegen, dat ondanks Mexico geen echt arm land is, rond 110 miljoen mensen onder de armoedegrens leven.

## Erkenning
In 2012 werd Vera López genomineerd voor een Nobelprijs voor de Vrede. Verder werd hij onderscheiden met de volgende prijzen:
- 2000: Nationale Don Sergio Méndez Arceo-prijs voor mensenrechten
- 2000: Roque Dalton-medaille, van de Raad van Samenwerking van de Cultuur en de Wetenschap, El Salvador
- 2007: Medaille van Verdienste in Mexico-Stad voor zijn werk ter verdediging van de mensenrechten, door Observatorio Eclesial en het Nationale Netwerk Rechten van de Mens
- 2009: Samuel Ruiz-erkenning in Coahuila de Zaragoza voor de bescherming en bevordering van de mensenrechten in Mexico
- 2009: Hijo predilecto de Acámbaro-erkenning van de gemeente Acámbaro.
- 2010: Thorolf Rafto-prijs voor de verdediging van de mensenrechten